# Jugurtha (bande dessinée)
Pour les articles homonymes, voir Jugurtha (homonymie).
Jugurtha est une série de bande dessinée historique belge, inspirée de l'histoire du roi numide Jugurtha. Écrite par Jean-Luc Vernal, elle a été dessinée par Hermann (tomes 1 et 2), Franz (tomes 3 à 15) et Michel Suro (tome 16). Sa publication a débuté en mai 1967 dans Tintin et s'est achevée en 1995 avec la sortie du seizième tome chez Soleil.

## Synopsis
Le prince héritier Jugurtha entre en conflit avec ses cousins pour la succession au trône. Il devient gouverneur d'une province de son royaume, sous la tutelle de Rome.

## Albums
1. Le Lionceau des sables, R.T.P, 1975.
2. Le Casque celtibère, R.T.P, 1975.
3. La Nuit des scorpions, Éditions du Lombard, 1978[2].
4. L'Île de la Résurrection, Le Lombard, 1979[3].
5. La Guerre des 7 collines, Le Lombard, 1979.
6. Les Loups de la steppe, Le Lombard, 1980.
7. La Grande Muraille, Le Lombard, 1980.
8. Le Prince rouge, Le Lombard, 1981.
9. Le Grand Zèbre sorcier, Le Lombard, 1982[4].
10. Makounda, Le Lombard, 1983.
11. Le Feu des souvenirs, Le Lombard, 1983.
12. Les Gladiateurs de Marsia, Le Lombard, 1984.
13. Le Grand Ancêtre, Le Lombard, 1985.
14. Les Monts de la lune, Le Lombard, 1986.
15. La Pierre noire, Le Lombard, 1991.
16. La Fureur sombre, Soleil Productions, 1995.